# Cicurina aenigma
Cicurina aenigma là một loài nhện trong họ Dictynidae.
Loài này thuộc chi Cicurina. Cicurina aenigma được Willis J. Gertsch miêu tả năm 1992.